# بسونگن
بسونگن (به آلمانی: Darmstadt-Bessungen) یک منطقهٔ مسکونی در آلمان است که در دارمشتات واقع شده‌است. بسونگن ۱۳٬۰۵۹ نفر جمعیت دارد.